# ناحیه بالاتون‌فورد
ناحیهٔ بالاتونفورد (به مجاری:  Balatonfüredi járás) یک ناحیه در مجارستان است که در استان وسپرم واقع شده‌است. ناحیهٔ بالاتونفورد ۳۵۷٫۷۵ کیلومتر مربع مساحت و ۲۳٬۸۴۹ نفر جمعیت دارد.